# Aleksandr Kalianine
Pour les articles homonymes, voir Kalianine.
Aleksandr Igorevitch Kalianine (en russe : Александр Игоревич Калянин et en anglais : Aleksandr Kalyanin), né le 24 septembre 1987 à Tcheliabinsk en RSFS de Russie et mort le 7 septembre 2011 à Iaroslavl, en Russie, est un joueur professionnel russe de hockey sur glace. Il évolue au poste d'attaquant. Il est le fils d'Igor Kalianine, ancien joueur professionnel.

## Biographie
Formé au Traktor Tcheliabinsk, il débute en 2004 avec l'équipe réserve dans la Pervaïa liga, la troisième division russe. Le 9 décembre 2005, il joue son premier match dans la Superliga avec le Lokomotiv Iaroslavl face au HK CSKA Moscou. Son temps de jeu et sa production de points décollent lorsqu'il bénéficie de la confiance de son entraîneur Piotr Vorobiov au cours des séries éliminatoires de la Coupe Gagarine 2010. Vorobiov l'aligne aux côtés d'Aleksandr Galimov et de Guennadi Tchourilov. Il représente la Russie au niveau international. Il fait sa première apparition en senior le 11 novembre 2010 avec l'équipe de Russie B contre l'Ukraine au cours d'une manche de l'Euro Ice Hockey Challenge. En décembre de la même année, le trio Galimov - Tchourilov - Kalianine est convoqué en équipe de Russie par le sélectionneur Viatcheslav Bykov. Le 16 décembre 2010, il honore sa première titularisation contre la Suède. L'équipe remporte l'édition 2010 de la Coupe Pervi Kanal. Il inscrit ses deux premiers buts avec la sélection le 10 février 2011 face à la Finlande au cours d'un match des LG Hockey Games.
Le 7 septembre 2011, il meurt dans l'accident de l'avion transportant le Lokomotiv Iaroslavl à destination de Minsk en Biélorussie. L'avion de ligne de type Yakovlev Yak-42 s'écrase peu après son décollage de l'aéroport Tounochna de Iaroslavl, faisant 44 morts parmi les 45 occupants,.

## Statistiques

### En club
| Saison    | Équipe                 | Ligue         |    | Saison régulière | Saison régulière | Saison régulière | Saison régulière | Saison régulière |   | Séries éliminatoires | Séries éliminatoires | Séries éliminatoires | Séries éliminatoires | Séries éliminatoires |
| Saison    | Équipe                 | Ligue         | PJ | B                | A                | Pts              | Pun              | PJ               | B | A                    | Pts                  | Pun                  |                      |                      |
| 2003-2004 | Traktor Tcheliabinsk 2 | Pervaïa liga  | 2  | 0                | 0                | 0                | 0                |                  |   |                      |                      |                      |                      |                      |
| 2004-2005 | Traktor Tcheliabinsk   | Vyschaïa liga | 2  | 0                | 0                | 0                | 0                |                  |   |                      |                      |                      |                      |                      |
| 2004-2005 | Traktor Tcheliabinsk 2 | Pervaïa liga  | 39 | 15               | 18               | 33               | 50               |                  |   |                      |                      |                      |                      |                      |
| 2005-2006 | Lokomotiv Iaroslavl    | Superliga     | 5  | 2                | 0                | 2                | 2                |                  |   |                      |                      |                      |                      |                      |
| 2005-2006 | Lokomotiv Iaroslavl 2  | Pervaïa liga  | 41 | 14               | 25               | 39               | 78               |                  |   |                      |                      |                      |                      |                      |
| 2006-2007 | Dizel Penza            | Vyschaïa liga | 12 | 1                | 1                | 2                | 12               |                  |   |                      |                      |                      |                      |                      |
| 2006-2007 | Dizel Penza 2          | Pervaïa liga  | 2  | 0                | 0                | 0                | 0                |                  |   |                      |                      |                      |                      |                      |
| 2007-2008 | Traktor Tcheliabinsk   | Superliga     | 30 | 6                | 7                | 13               | 42               | 3                | 0 | 0                    | 0                    | 0                    |                      |                      |
| 2007-2008 | Lokomotiv Iaroslavl 2  | Pervaïa liga  | 8  | 5                | 9                | 14               | 2                |                  |   |                      |                      |                      |                      |                      |
| 2008-2009 | Lokomotiv Iaroslavl    | KHL           | 11 | 0                | 1                | 1                | 4                | 1                | 1 | 0                    | 1                    | 4                    |                      |                      |
| 2009-2010 | Lokomotiv Iaroslavl    | KHL           | 30 | 1                | 1                | 2                | 12               | 17               | 3 | 4                    | 7                    | 6                    |                      |                      |
| 2010-2011 | Lokomotiv Iaroslavl    | KHL           | 53 | 15               | 19               | 34               | 56               | 17               | 9 | 4                    | 13                   | 14                   |                      |                      |
| 2011-2012 | Lokomotiv Iaroslavl    | KHL           | -  | -                | -                | -                | -                | -                | - | -                    | -                    | -                    |                      |                      |

### En équipe nationale
| Année | Équipe | Compétition       |   | PJ | B | A | Pts | Pun | +/-            |  | Résultat |
| 2010  | Russie | Coupe Pervi Kanal | 3 | 0  | 0 | 0 | 0   | 0   | Première place |  |          |
| 2011  | Russie | LG Hockey Games   | 3 | 2  | 0 | 2 | 0   | +1  | Deuxième place |  |          |